# Simultagnosia
La simultagnosia o simultanagnosia es una patología neurológica que presenta la incapacidad de reconocer y clasificar objetos cuando aparecen juntos, pero pueden reconocerlos cuando aparecen solos. Los pacientes tienen una experiencia visual fragmentada, miran, pero no ven y son incapaces de percibir el significado global de una imagen o de varias cosas juntas, aunque pueden describir elementos aislados.

## Definición
Simultanagnosia es una incapacidad de reconocer y clasificar objetos cuando aparecen juntos, pero pueden reconocerlos cuando aparecen solos. Los pacientes son incapaces de percibir el significado global de una imagen o de varias cosas juntas, aunque pueden describir elementos aislados. El paciente debe tener la visión intacta. Los mecanismos de atención que permiten una conciencia sostenida de los objetivos visuales dependen de las cortezas de asociación visual superiores y están relativamente separados de los mecanismos que cambian la mirada y dirigen la búsqueda visual. Los pacientes con simultanagnosia tienen dificultades para percibir múltiples objetos cuando se presentan simultáneamente, y tienen una experiencia visual fragmentada. Es un síntoma neurológico que se caracteriza por la incapacidad de conceptualizar la imagen completa a pesar de poder ver elementos individuales dentro de una escena visual. El recurso y la distribución atencional están específicamente alterados en la simultanagnosia. El paciente no debe tener anomalías de la agudeza visual o de los campos que expliquen este defecto y, sin embargo, mira, pero no ve el objeto. La simultanagnosia puede estar relacionada con una incapacidad para mantener la atención visoespacial a través de un conjunto, lo que corresponde a un fallo de procesamiento a un nivel de interacciones espacio-temporales de largo alcance global entre las entradas convergentes de la visión temprana. Las operaciones de orientación y mantenimiento de la atención pueden ser disociables en los niveles de la corteza de asociación visual.

## Etiología
La simultanagnosia es causada por lesiones bilaterales del lóbulo occipital superior. Puede darse como consecuencia de un accidente cerebrovascular, o de una enfermedad neurodegenerativa. Es un síntoma común de la atrofia cortical posterior. La atrofia cortical posterior (ACP) es un síndrome neurodegenerativo, generalmente debido a la enfermedad de Alzheimer. La simultanagnosia, un déficit en la percepción visual holística, es una de las características más destacadas de la atrofia cortical posterior.
La fisiopatología de la simultanagnosia implica una lesión en el lóbulo parieto-occipital bilateral. La simultanagnosia se asocia con reducciones de materia gris y disminución de la conectividad funcional en la circunvolución occipital media izquierda y la circunvolución occipital inferior izquierda en pacientes con atrofia cortical posterior.

## Tipos de simultagnosia
Se han descrito dos formas de simultagnosia:
- Simultagnosia dorsal: Los pacientes no pueden ver más de un objeto a la vez. Se produce por lesiones en el córtex occipitotemporal bilateral.[3]
- Simultagnosia ventral: Los pacientes no identifican más de un objeto u objetos complejos a la vez, aunque pueden ver más de un objeto a la vez. Se produce por lesiones en el área occipital inferior izquierda. La presentación clínica de la simultanagnosia ventral incluye una capacidad reducida para reconocer rápidamente múltiples estímulos visuales, es decir, el reconocimiento parte por parte.[3][10]